# 渡辺由架
渡辺 由架（わたなべ ゆか、1972年12月23日 - ）は、日本の元グラビアアイドル。静岡県出身。

## 人物・来歴
1990年、19歳でヌードグラビアでデビュー。多くの写真集やイメージビデオを出した。1993年に渡辺 ゆかと改名した。
他に池田まゆみ名義でのグラビアもある。
趣味:歌を歌うこと。カラオケ、長電話、ショッピング。
好きなタイプ:男らしくて、優しくて、頼りがいのある人。
性格:立ち直りが早くて、一日寝れば忘れる。

## イメージビデオ
- 『SMILE SMILE』（1991年6月10日、英知出版）
- 『みつめてください』（1991年9月20日、英知出版）
- 『おはよう』（1992年5月20日、英知出版）
- 『卒業しないもん』（1992年7月20日、英知出版）
- 『レディーフェティシュ』渡辺由架 他（1992年9月26日、メディアックス）
- 『ラブレター』（1992年10月26日、メディアックス）
- 『プラネタリウム』（1992年12月3日、英知出版）
- 『ザ・セーラー服 5』 松下英美 河合あすか 渡辺由架 他（1992年12月26日、メディアックス）全5名
- 『NARRATAGE～回想～』（1993年5月1日、リイド社 LV-1063）
- 『ザ・セーラー服コレクション』（1993年7月12日、メディアックス）全6名
- 『愛の贈りもの Hi-Fi写真館から巣立っていった22人の美少女達のデビューコレクション』秋山エミ 小野由美 小森愛 沢田奈緒美 河合美果 渡辺由架 他（1994年1月10日、英知出版）

## ビデオマガジン BEPPIN
- 『ビデオマガジン BEPPIN VOLUME.26』渡辺由架 三崎知寛 相沢優花 ほか（1991年5月20日、英知出版）
- 『ビデオマガジン BEPPIN VOLUME.28』大原麻琴 渡辺由架 小森愛 ほか（1991年9月20日、英知出版）
- 『ビデオマガジン BEPPIN VOLUME.31』藤崎仁美 川奈さおり 渡辺由架 ほか（1992年7月20日、英知出版）
- 『ビデオマガジン Beppin School 1 創刊号』北原志穂 児島理乃 高瀬彩乃 渡辺由架 ほか（1992年8月30日、英知出版）
- 『ビデオマガジン BEPPIN VOLUME.35』朝岡実嶺 河合美果 稀崎優 渡辺由架 ほか（1993年3月20日、英知出版）
- 『ビデオマガジン BEPPIN VOLUME.41』朝岡実嶺 小森愛 白石久美 渡辺由架 ほか（1994年3月20日、英知出版）

## ランジェリー・ビデオ
- 『SUPER・LINGERIE 12』渡辺由架・斉藤みゆき・水島あやか・小林里穂・小林江利花・愛川まや・沢田未菜子・三輪ありさ（1991年3月10日、英知出版 UKV66-12）
- 『SUPER・LINGERIE LIVE』木田彩水・冴島奈緒・斉藤みゆき・渡辺由架（1991年4月20日、英知出版 UKV68-05）
- 『SUPER・LINGERIE 15』美里リナ・斉藤みゆき・高見沢杏奈・渡辺由架・小林里穂・Lisa（1991年9月10日、英知出版 UKV66-15）
- 『SUPER・LINGERIE 16』小林里穂・仙城かなえ・広田まみ・聖奈マリコ・有吉奈生子・渡辺由架・赤川絵里（1991年11月10日、英知出版 UKV66-16）
- 『ランジェリー・コレクション 6』渡辺由架 高見沢杏奈 北原志穂 ほか（1992年4月10日、英知出版）
- 『ランジェリー・ラブ』篠宮響子 渡辺由架 草原すみれ 水沢あのん ほか（1992年12月14日、メディアックス）

## オリジナルビデオ・Vシネマ
- 『IKENAI！ いんびテーション』（1991年9月14日、徳間書店）監督:石井てるよし [3]
- 『くノ一忍法帖』（1991年10月21日、キングレコード/東北新社ギャラクシーワン）監督:津島勝 主演:白島靖代 - 胡蝶 役 [4]
- 『聖少女仮面 マルガリータ』（1992年3月27日、ココナッツボーイ・ブロジェクト）監督:中村千洋 池田恭二 早川光 主演:中村通代 [5]
- 『おいら女蛮 決戦!パンス党』（1992年7月24日、タキコーポレーション）監督:石井てるよし 主演:武田真治 [6]
- 『風俗探検刑事 マル風Gメン婦警と！？温泉大欲情』（1993年3月26日、パックインビデオ）監督:植木善晴 主演:島崎俊郎 [7]

## 出版

### 写真集
- 『ビデオアイドルコレクション30通のラブレター』渡辺由架 小森愛 ほか(1991年1月1日、英知出版) 撮影:木村智哉 全30名
- 『NEW GIRL FRIEND ’91 完全保存決定版 Beppin特別編集 美少女59人、ひとりじめ!』(1991年3月25日、英知出版) 全59名
- 『片思い』(1991年5月15日、英知出版) 撮影:横内史
- 『永遠の時間』(1991年9月20日、英知出版) 撮影:藤田健五 ISBN 9784754213190
- 『After-School 美少女38人下着写真集』 渡辺由架 小林里穂 小谷尚美 ほか (1991年9月20日、英知出版) 撮影:大川定男 木村智哉 前場輝夫 全38名
- 『TWO HEARTS』(牧本千幸との共作）(1992年1月20日、英知出版) 撮影:藤田健五
- 『Feel』小沢忠恭写真集 デラべっぴん風写真帳 WORLD 早坂麻衣子 牧本千幸 渡辺由架 ほか (1992年5月15日、英知出版) 撮影:小沢忠恭 全13名
- 『MAGIC OF LOVE』(1992年8月25日、英知出版) 撮影:斉木弘吉 ISBN 9784754213275
- 『The super kakushikata photo book』 朝岡実嶺 渡辺由架 白石ひとみ 沢田奈緒美 ほか (1993年1月1日、英知出版)
- 『NARRATAGE』(1993年5月1日、リイド社) 撮影:清水清太郎 ISBN 978-4845810703
- 『PREVIOUS-プレビュー-』（1993年8月20日、桜桃書房 ハート写真文庫）撮影:上野いさむ ISBN 9784871838429
- 『10CARATS STORIES PART 2』（1993年7月5日、英知出版）撮影:木村智哉 全10名

### 雑誌
- WEEKLY プレイボーイ 1991年4月16日号、1992年2月4日号、8月11日号（集英社）
- Beppin 1991年5月号、9月号（英知出版）
- Beppin-School 1991年8月号、1993年2月号（英知出版）
- デラべっぴん 1991年8月号、12月号、1992年07月号（英知出版）
- モーレツ ベッピン 1992年1月号増刊、3月号増刊、5月号増刊（英知出版）
- すッぴん 1992年3月号（英知出版）
- ビデオボーイ 1992年5月号（英知出版）
- GOKUH 1992年7月号（英知出版）
- MAGAZINE WOOOOO! 1992年11月号（マガジン・マガジン）
- BOY’S CLUB ビデオボーイ 1993年1月号増刊（英知出版）
- スコラ 1993年1月28日号（スコラ）
- MOMO3（1993年3月10日、英知出版）
- URECCO 1993年4月号（ミリオン出版）
- ANNEX スコラ Vol. 2 11月9日増刊号（?、スコラ）

## CD
- Beppin -グラビアのアイドルたち-Vol.2（1992年1月21日、PLATZ PLCP-302） [8]
  - 1. 秘密の想い出(渡辺由架)
  - 2. モノローグ～フォトジェニックはおまかせ(渡辺由架)
  - 3. と・き・め・き(沢口梨々子)
  - 4. モノローグ～スターライト・キス(沢口梨々子)
  - 5. 親友・恋人宣言(吉永里美)
  - 6. モノローグ～保健室は秘密の場所(吉永里美)
  - 7. 愛を抱きしめて(林由美香)
  - 8. モノローグ～南の島であなたと…(林由美香)
  - 9. フィナーレ～プリティー・エッセンス(渡辺由架，沢口梨々子，吉永里美，林由美香)
- NARRATAGE～回想～（1993年5月26日、ヴァーン VMDH-1018）
  - 1. NARRATAGE～回想～
  - 2. ハート・fight・トマト
  - 3. NARRATAGE～回想～（オリジナル・カラオケ）
  - 4. ハート・fight・トマト（オリジナル・カラオケ）